# Agly
De Agly is een rivier in de Franse regio Occitanie.

## Geografie
De Agly ontspringt bij de Col de Linas ten noordoosten van de Pech de Bugarach in het departement Aude, op een hoogte van 940 m.
Zij stroomt vervolgens door het departement Pyrénées-Orientales door de Gorges de Galamus, Saint-Paul-de-Fenouillet, het stuwmeer van Caramany en langs Estagel waar de Verdouble haar vervoegt.
Tussen de badplaats Le Barcarès en Torreilles stroomt zij in de Middellandse Zee.
Al in de Middeleeuwen werd de benedenloop van de Agly ingedijkt, om overstromingen in de laaggelegen Salanque te voorkomen.

## Naam
De oudst bekende naam is Sordus. De huidige naam is afgeleid van Aquilinus (zoals vernoemd in 1162) wat zijn oorsprong vindt in "aquila" (arend) of "aqua" (water).

## Zijrivieren
De belangrijkste zijrivieren zijn:
- Rechts:
  - de Boulzane: (34 km)
  - de Désix: (32,4 km)
- Links:
  - de Maury: (18,6 km)
  - de Verdouble: (46,8 km)
  - de Roboul: (17,8 km)

## Traject
De belangrijkste plaatsen waar de Agly doorstroomt zijn: Camps-sur-l'Agly, Saint-Paul-de-Fenouillet, Ansignan, Caramany, Latour-de-France, Estagel, Cases-de-Pène, Espira-de-l'Agly, Rivesaltes, Claira, Saint-Laurent-de-la-Salanque en Torreilles.
- Bibliothèque nationale de France: cb120499734 (data)
- Système universitaire de documentation: 028722299
- Virtual International Authority File: 240518285